# Archikatedra św. Andrzeja w Glasgow
Archikatedra św. Andrzeja w Glasgow (ang. St. Andrew's Cathedral, Glasgow) – główna świątynia archidiecezji Glasgow kościoła rzymskokatolickiego. Mieści się na rogu ulic Clyde Street i Fox Lane.

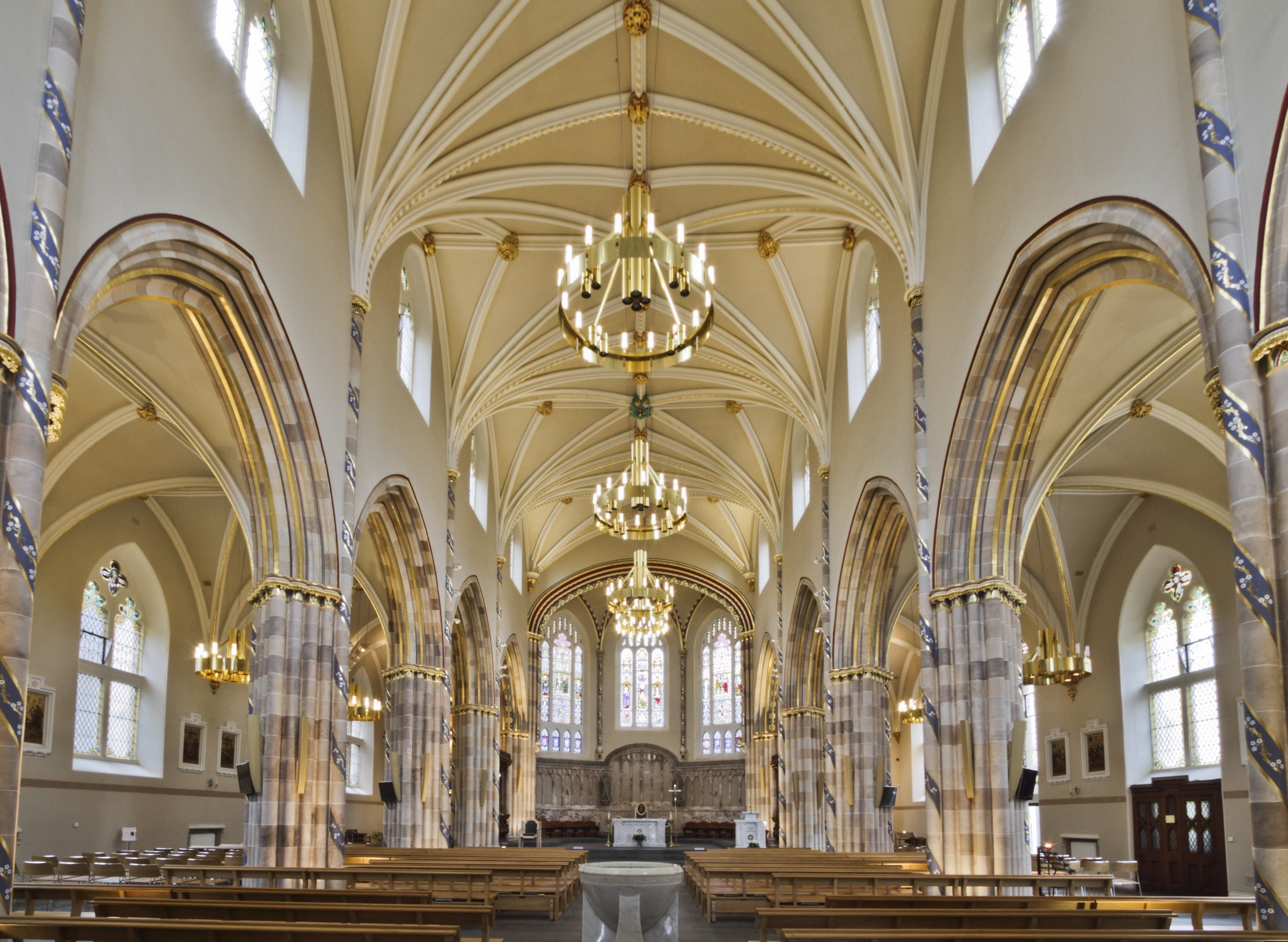
Wnętrze

Jest to neogotycka (Perpendicular Style) budowla wybudowana w latach 1814-1817, zaprojektowana przez architekta Jamesa Gillespie Grahama. Godność katedry posiada od 1889. Wybudowana na planie prostokąta na betonowym fundamencie. Mur ciosowy z kremowego piaskowca. Okna ze spiczastymi łukami i sztukateriami.